# Чизик-хаус
Чизик-хаус (англ. Chiswick House) — небольшой летний дворец, возведённый в лондонском предместье Чизик в 1720-е годы графом Бёрлингтоном в содружестве с архитектором Уильямом Кентом. Лорд Бёрлингтон и Уильям Кент в начале XVIII века были инициаторами художественного движения в архитектуре неоклассицизма, получившего название палладианства. Поэтому в качестве образца своей постройки они выбрали «Виллу Ротонда» Андреа Палладио.

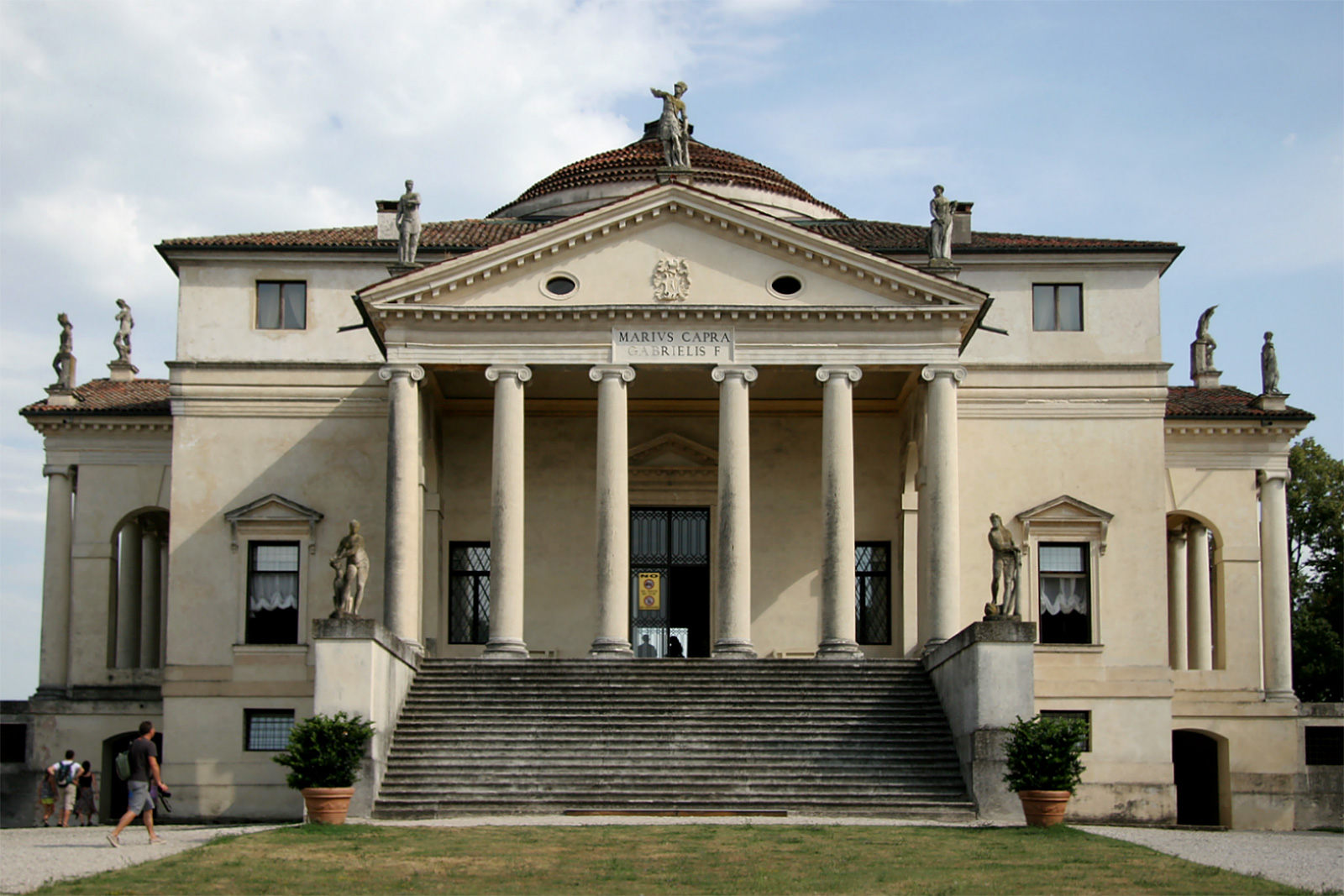
Вилла Альмерико-Капра (Ла Ротонда) близ Виченцы. 1556—1567. Архитектор А. Палладио

Вилла предназначалась Бёрлингтоном для размещения его коллекции антиков, а не для проживания, поэтому в здании нет ни столовой, ни спальни. Масонские символы свидетельствуют о том, что в Чизик-хаусе могли проходить собрания масонской ложи, к которой принадлежал её владелец.
Унаследовав виллу после смерти графа, герцог Девонширский поручил Джеймсу Уайету пристроить к ней два флигеля; они были снесены в 1952 году. Из проектов Уайета в Чизике сохранились разнообразные садовые павильоны. Ворота были перенесены в 1738 году из Челси; их спроектировал в 1621 году архитектор-палладианец Иниго Джонс.
В 1813 году на территории Чизикской усадьбы была построена 96-метровая оранжерея, крупнейшая в Англии, которая славится своими камелиями. The Beatles снимали здесь видеоматериал к песням «Rain» и «Paperback Writer».